# イシサンゴ目
イシサンゴ目（イシサンゴもく、石珊瑚目、Scleractinia）は、花虫綱の目の一つ。炭酸カルシウムの硬い骨軸をつくる。ハードコーラルとも呼ばれる。

## 造礁サンゴ
普通、サンゴというとこれを指すことが多い。ミドリイシ科は観賞用に飼育され人気が高い。太陽光のよく届くところに生息する。炭酸カルシウムの骨軸を持つため、水中のカルシウムを大量に消費する。色は共生する褐虫藻の色に依存し、緑、ピンク、紫、褐色、青等様々。褐虫藻から得られる栄養に依存しているため、強力な光が必要で高水温に弱い。褐虫藻が環境悪化で抜けてしまうと体全体が真っ白になる白化現象を起こし死滅する。形態はテーブル状、枝状、球体状、塊状など。

## 分類
およそ1300種の現生種がいるが、その半数は褐虫藻を持たない。褐虫藻を持つ浅海性種がよく研究されているのに対し、非褐虫藻種の多くは深海性であるため研究が進んでおらず、非褐虫藻種はさらに増える可能性が高い。
種内変異が大きい上、種間で形態が連続的に変化することから分類体系は安定していない。伝統的には骨格の形態に基づき5 - 6亜目に区分されてきたが、2016年には分子系統解析に基づきシズカテマリ亜目とナミフウセン亜目の2亜目に再分類する説が提唱されている。
以下の分類は、World list of Scleractinia（Hoeksema & Cairns, 2024）に従う。和名は主として杉原ほか（2015）・野村ほか（2016）・深見・北野（2023）を参考とした。
- Refertina シズカテマリ亜目
  - Acroporidae ミドリイシ科
  - Agariciidae ヒラフキサンゴ科
  - Dendrophylliidae キサンゴ科（スリバチサンゴ科）
  - Euphylliidae ハナサンゴ科[10] - ハナサンゴ属 Euphyllia、ナガレハナサンゴ属 Fimbriaphyllia、アザミサンゴ属 Galaxea ほか
  - Flabellidae センスガイ科[11]
  - Fungiacyathidae 科
  - Pachyseridae 科 - リュウモンサンゴ属 Pachyseris
  - Poritidae ハマサンゴ科
  - Rhizangiidae シオガマサンゴ科[12] - ニセヤスリサンゴ属 Psedosiderastrea ほか
  - Turbinoliidae ツツミサンゴ科[13]
- Vacatina ナミフウセン亜目
  - Anthemiphylliidae 科
  - Astrangiidae 科
  - Astrocoeniidae ムカシサンゴ科
  - Bathyporidae 科
  - Caryophylliidae チョウジガイ科[14]
  - Cladocoridae 科
  - Coscinaraeidae ヤスリサンゴ科[10]
  - Deltocyathidae 科
  - Diploastraeidae ダイオウサンゴ科[15]
  - Faviidae 科（旧キクメイシ科）
  - Fungiidae クサビライシ科
  - Leptastreidae ルリサンゴ科
  - Lobophylliidae オオトゲサンゴ科[15] - ハナガタサンゴ属 Lobophyllia、オオトゲキクメイシ属 Acanthastrea ほか
  - Meandrinidae 科
  - Merulinidae サザナミサンゴ科 - サザナミサンゴ属 Merulina、キクメイシ属 Dipsastraea ほか
  - Micrabaciidae 科
  - Montastraeidae 科
  - Oculinidae ビワガライシ科
  - Oulastreidae 科 - キクメイシモドキ属 Oulastrea
  - Plerogyridae ミズタマサンゴ科[14]
  - Plesiastreidae 科 - コマルキクメイシ属 Plesiastrea
  - Pocilloporidae ハナヤサイサンゴ科
  - Psammocoridae アミメサンゴ科[10]